# 함재학
함재학(咸在鶴, 1963년 7월 15일~)은 대한민국의 법철학자 겸 대학 교수이자 교육인으로, 함병춘(咸秉春, 1932~1983) 전직 청와대 비서실장의 차남(次男)이자, 함태영(咸台永, 1873~1964) 전직 부통령의 친손(親孫)이요, 함인섭(咸仁燮, 1907~1986) 전직 농림부 장관의 사촌 아우(從弟)가 된다.

## 주요 이력

### 주요 경력
- 연세대학교 법과대학 법학과 교수
- 연세대학교 국제학대학원 교수
- 한국법철학회 섭외실 차장(2009년 3월 2일~2016년 5월 2일)
- 연세대학교 현대한국학연구소 부소장
- 연세대학교 국제교육교류원 부원장

### 학력
- 서울대학교 법학과 출신
- 미국 예일 대학교 대학원 법학과
- 미국 예일 대학교 대학원 철학과
- 미국 컬럼비아 대학교 대학원 철학과
- 미국 컬럼비아 대학교 법과대학원
- 미국 하버드 대학교 법과대학원

## 저서

### 평저
- 《자유주의의 가치들》(2011년 6월 15일)

## 가족 및 친척 관계
- 친조부: 함태영
- 사촌 종형: 함인섭